# Элджин (город, Миннесота)
Элджин (англ. Elgin) — город в округе Уабаша, штат Миннесота, США. На площади 1,7 км² (1,7 км² — суша, водоёмов нет), согласно переписи 2002 года, проживают 826 человек. Плотность населения составляет 487,6 чел./км².
- Телефонный код города — 507
- Почтовый индекс — 55932
- FIPS-код города — 27-18530[1]
- GNIS-идентификатор — 0643242[2]